# Roc Boronat
Roque Boronat Font, más conocido como Roc Boronat (Barcelona, 5 de diciembre de 1897 - Ciudad de México, 28 de octubre de 1965) fue un político y escritor español, originario de El Poblenou (Barcelona). 

## Biografía
Hizo algunos estudios musicales y militó en el CADCI. Durante la dictadura de Primo de Rivera se afilió a Estat Català y huyó a Francia, donde dirigió, con Josep Rovira, la oficina de Estat Català en Toulouse. Participó en el Complot de Prats de Molló en 1926, razón por la que fue detenido, juzgado y finalmente expulsado a Bélgica en 1927.
Regresó a Barcelona en 1930, colaboró en L'Opinió y fue uno de los fundadores de Esquerra Republicana de Catalunya en 1931, partido por el cual fue elegido concejal en el ayuntamiento de Barcelona, cargo desde el cual promovió la asistencia social. 
Durante la Segunda República fue designado comisario del departamento de Beneficencia Municipal en 1932 y fue el fundador y presidente de la Sindicato de Ciegos de Cataluña, organización que creó, en junio del año 1934, el cupón del ciego. Fue encarcelado a raíz de los hechos del seis de octubre de 1934. Fue liberado con la amnistía de 1936 por el gobierno del Frente Popular.
.
Durante la guerra civil española continuó la tarea de asistencia social, y con la victoria franquista se exilió en Montpellier (Francia), después a Casablanca (Marruecos francés) y, por último, desde 1942 a Ciudad de México, donde trabajó en el restaurante Ambassadeurs, de Dalmau Costa. En 1955 fue designado presidente de Esquerra Republicana de Catalunya en México y tuvo algunos enfrentamientos con la facción de Josep Tarradellas. También participó en los certámenes de los Juegos Florales en el exilio.

## Obras
- La vera llum (1959)
- Nit d'Otel·lo (1958)
- L'obstacle (premi Àngel Guimerà de México 1956)
- L'Àvia (1957)
- Els xiprers (1959)
- S.A.D.A.T (1962)

## Enlace
- Biografía en la web de la ONCE
- Roc Boronat i Font en enciclopedia.cat
- Biografía por la Fundació Josep Irla
- Vicenç Riera Llorca Los exiliados catalanes en México Editorial Curial, Barcelona, 1994

- Datos: Q9070058